# The Iraq War: A Historiography of Wikipedia Changelogs

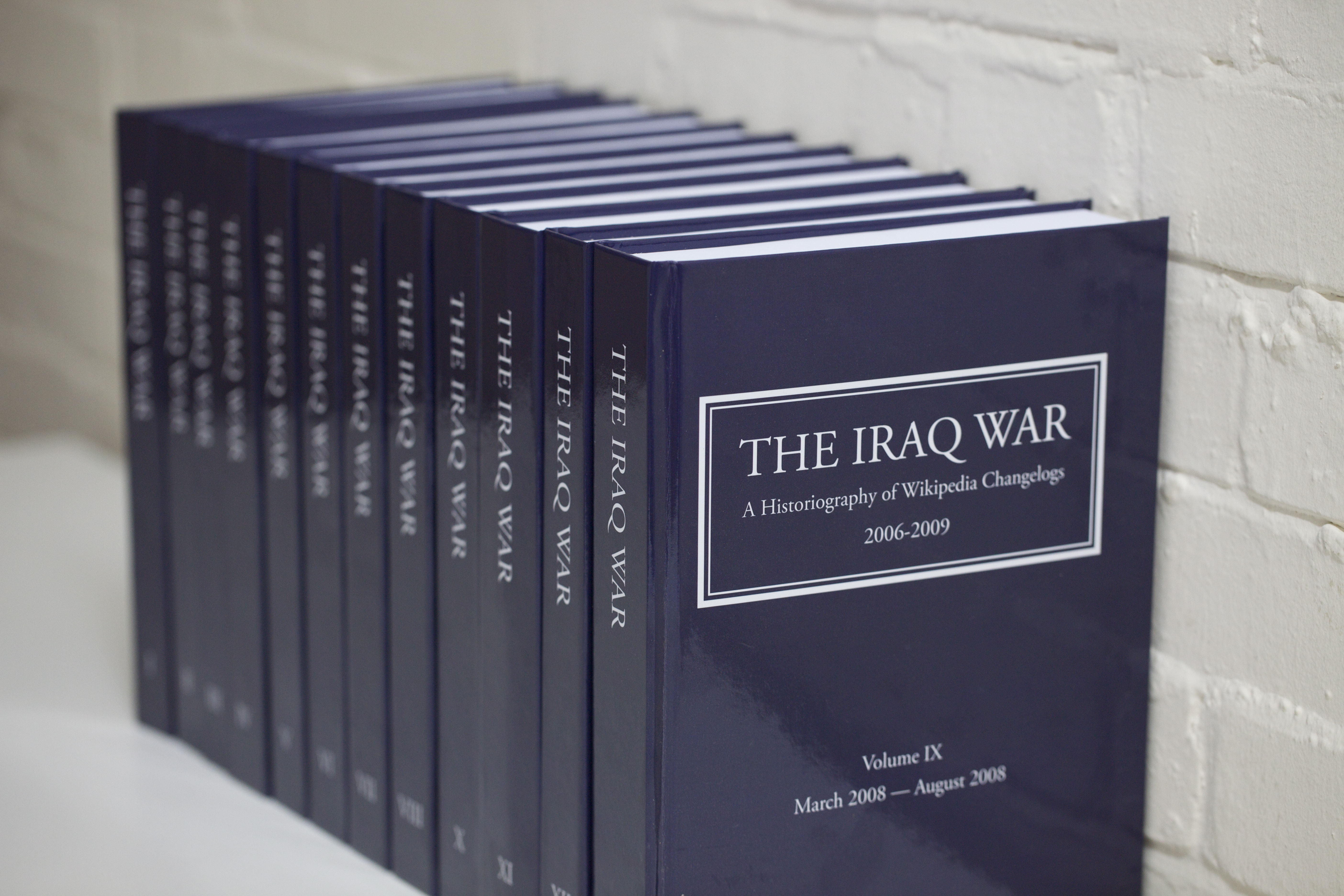
A única cópia do conjunto de 12 volumes

The Iraq War: A Historiography of Wikipedia Changelogs (em português, A Guerra do Iraque: Uma Historiografia dos Changelogs da Wikipédia) é um livro de artista de 2010 compilada por James Bridle, artista e pessoa escritora de tecnologia da Grã-Bretanha. Consiste em um conjunto de 12 volumes e 7.000 páginas de livros impressos que mostram todas as 12.000 alterações feitas no artigo da Wikipédia em inglês sobre a Guerra do Iraque entre dezembro de 2004 e novembro de 2009. Os livros são uma visualização artística das alterações feitas em um artigo específico na Wikipédia. Apenas uma cópia foi feita; o conjunto não foi publicado e não se destinava à venda. Os livros foram exibidos em galerias nos Estados Unidos e na Europa.

## Contexto
A obra é um conjunto de historiografia compilada por James Bridle. Ela contém registros de alterações da página do artigo da Wikipédia sobre a Guerra do Iraque, incluindo as discussões, argumentos, opiniões e vandalismo. A obra mostra o processo de edição de um artigo e o processo de criação, que inclui as opiniões e preconceitos de muitos colaboradores.
O autor criou o livro como uma demonstração do processo de construção da história. Ele diz:

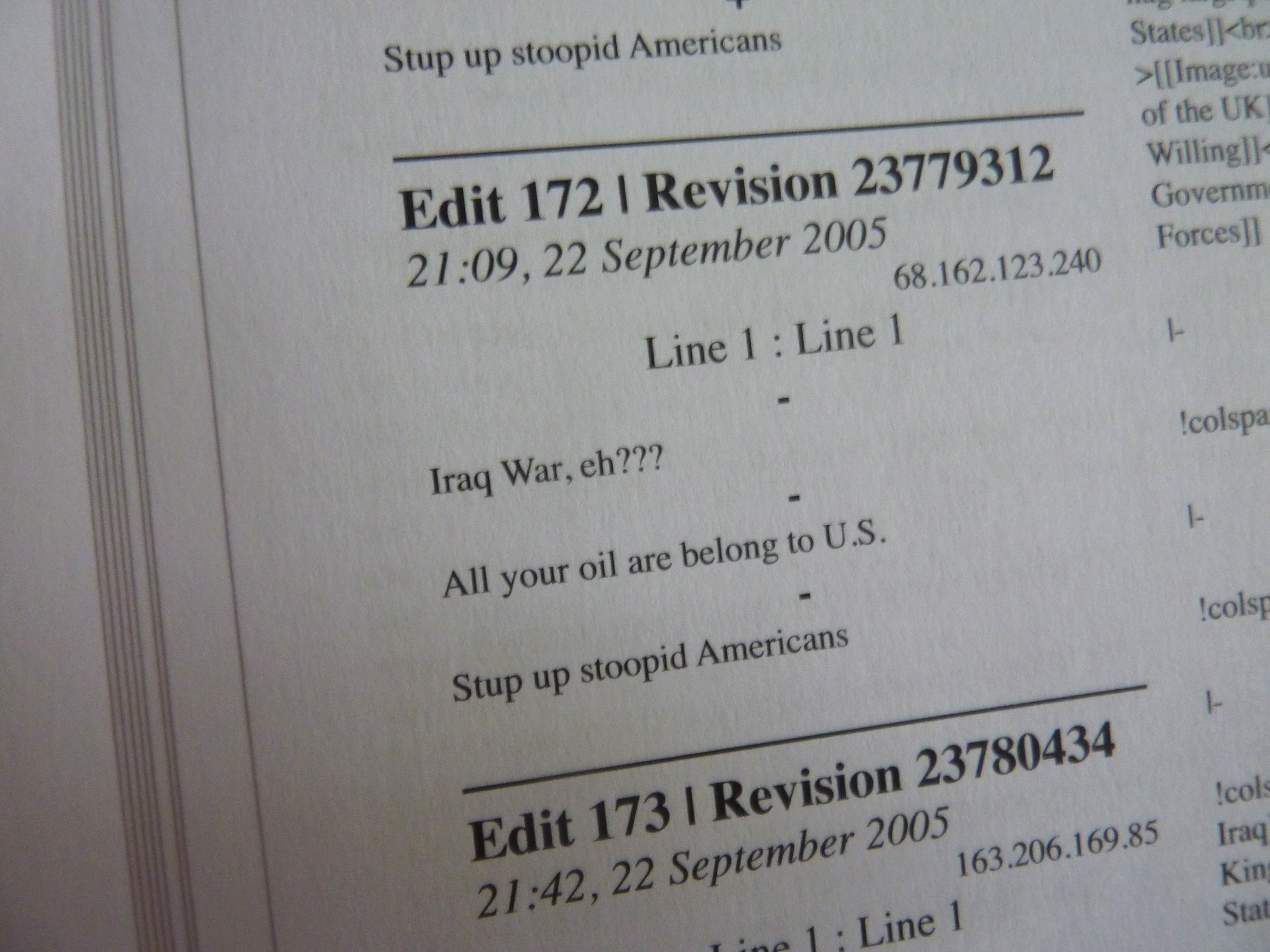
Detalhe de uma página

[A Wikipédia] não é apenas um recurso para reunir todo o conhecimento humano, mas uma estrutura para entender como esse conhecimento surgiu e como foi compreendido; o que foi permitido e o que não foi; com o que concordamos e com o que não podemos concordar... Tudo deveria ter um botão de histórico. Precisamos falar de historiografia, trazer à tona esse processo, desafiar as narrativas absolutistas do passado e, portanto, as do presente e do nosso futuro..
O projeto incentiva os espectadores a pensar nas contribuições de edição e no conjunto de comentários e discordâncias como parte do registro histórico. É também uma exploração de como as contribuições recentes para várias mídias substituem as contribuições mais antigas e qual conteúdo pode ser perdido quando os acadêmicos restringem suas pesquisas apenas às publicações mais recentes. Bridle afirmou que, apesar do botão de histórico estar em todas as páginas de cada artigo, poucas pessoas o usam e para elas esse fenômeno é a parte mais interessante e esclarecedora da Wikipédia.

## Recepção
Um crítico da revista Time descreveu o projeto como um recurso visual fascinante. A crítica no ReadWriteWeb foi que o trabalho era "muito incrível".